# 킬데리쿠스 3세
킬데리쿠스 3세(Childeric III, ? ~ 754년)는 프랑크 왕국 메로빙거 왕조의 마지막 군주이다.
| 전임 카를 마르텔 | 프랑크의 왕 743년 - 751년 | 후임 피핀 3세 |